# Jacek Jarecki (piłkarz)
Jacek Jarecki (ur. 26 czerwca 1958 w Bielawie, zm. 26 czerwca 2002 w Kolonii) – polski piłkarz występujący na pozycji bramkarza.

## Kariera
Jarecki rozpoczął treningi w Bielawiance Bielawa w siódmej klasie szkoły podstawowej. W 1976 roku zdobył z zespołem mistrzostwo Dolnego Śląska juniorów. Następnie został włączony do pierwszej drużyny Bielawianki, grającej w trzeciej lidze. W 1977 roku przeszedł do drugoligowego Stoczniowca Gdańsk, jednak w trakcie sezonu 1977/1978 wrócił do Bielawianki. W 1978 roku został zawodnikiem drugoligowego Górnika Wałbrzych. Spędził tam sezon 1978/1979, po czym odszedł do pierwszoligowego Śląska Wrocław, którego barwy reprezentował przez trzy lata.
W maju 1982 opuścił zgrupowanie reprezentacji Polski w Stuttgarcie i pozostał w Niemczech. Karierę kontynuował w Fortunie Düsseldorf, uczestniczącej w rozgrywkach Bundesligi. W sezonie 1982/1983 nie rozegrał tam jednak żadnego spotkania. Następnie odszedł do austriackiego zespołu Wiener SC. W tamtejszej Bundeslidze zadebiutował 1 października 1983 w wygranym 5:1 wyjazdowym pojedynku z SV Sankt Veit. Przez dwa sezony w barwach Wiener SC zagrał w 44 ligowych meczach.
W 1985 roku wrócił do Niemiec, gdzie został zawodnikiem Fortuny Köln, grającej w 2. Bundeslidze. Swój pierwszy mecz rozegrał w niej 3 sierpnia 1985 przeciwko SG Wattenscheid 09 (6:2). W Fortunie występował do końca kariery w 1992 roku. W 2. Bundeslidze wystąpił w 168 spotkaniach.

## Życie prywatne
Jarecki był żonaty z Gabrielą (z domu Jarosz), z którą miał dwóch synów: Adama i Jakuba. Jakub jest również piłkarzem. Jako senior występował w zespołach FC Viktoria Köln, Sportfreunde Siegen, SC Hauenstein, FSV Salmrohr oraz Etzella Ettelbruck. Rozegrał 13 spotkań w Regionallidze (1 gol), a także 23 w lidze luksemburskiej (3 gole).